# Beate Schmidt (Richterin)
Beate Schmidt (* 20. Juli 1955) ist eine deutsche Juristin. Sie war von 2011 bis zu ihrem Eintritt in den Ruhestand am 30. April 2021 Präsidentin des Bundespatentgerichts.

## Beruflicher Werdegang
Schmidt studierte ab 1974 Rechtswissenschaften an der Julius-Maximilians-Universität Würzburg und legte 1979 das Erste, 1982 das Zweite juristische Staatsexamen ab. Von 1982 bis 1986 arbeitete sie als Richterin beim Amtsgericht Aschaffenburg und beim Landgericht Aschaffenburg sowie als Staatsanwältin.
1986 wechselte Beate Schmidt als Referentin für Urheberrecht an das Bundesministerium der Justiz. Sie wurde 1989 in den Bundesdienst übernommen und war zunächst im Personalreferat, ab 1991 als persönliche Referentin des Staatssekretärs tätig. Seit 31. Mai 1989 war sie Regierungsdirektorin. Mit Wirkung vom 13. Juni 1995 wurde sie zur Richterin am Bundespatentgericht berufen. Hier war sie Mitglied eines für Markenrecht zuständigen Beschwerdesenats, dem 32. Senat (Marken-Beschwerdesenat VIII). Außerdem war sie ab 1997 regelmäßige Vertreterin des rechtskundigen Mitglieds im 17. Senat (Technischer Beschwerdesenat XII). 1997 reduzierte sie wegen Tätigkeiten in der Gerichtsverwaltung ihr Pensum im 32. Senat auf drei Viertel.
Ab Mai 1997 leitete Schmidt die Personal- und Haushaltsabteilung des Deutschen Patent- und Markenamts (DPMA). Im Februar 2000 wurde sie zur Leiterin der Hauptabteilung 3 des DPMA, die sich mit Marken, Gebrauchs- und Geschmacksmuster befasst, ernannt. Sie war die erste weibliche Abteilungspräsidentin dieser Behörde. Von August 2006 bis April 2011 war Schmidt als Direktorin im Harmonisierungsamt für den Binnenmarkt (Marken, Muster und Modelle) (HABM) tätig, zunächst als Leiterin einer Markenabteilung, ab Juni 2009 als Leiterin der Hauptabteilung für Löschungs- und Gerichtsverfahren.
Mit Wirkung vom 1. Mai 2011 wurde Beate Schmidt zur Präsidentin des Bundespatentgerichts ernannt. Mit einem Festakt am 3. Mai 2011 wurde sie in ihr neues Amt eingeführt, zugleich wurde ihr Vorgänger Raimund Lutz verabschiedet. Sie wurde Vorsitzende des 1. Senats (Nichtigkeitssenat) und blieb dies bis zu ihrer Pensionierung 2021. Während ihrer Amtszeit wurde das Bundespatentgericht nach und nach mit elektronischen Gerichtssälen ausgestattet. Diese ermöglichen mündliche Verhandlungen mit elektronischen Gerichtsakten.
Am 30. April 2021 trat sie nach zehnjähriger Amtszeit als Präsidentin in den Ruhestand. Ihre Nachfolgerin wurde Regina Hock.

## Publikationen (Auswahl)
Das Bundespatentgericht in der Krise – Auslaufmodell oder zukunftssicherer Klassiker? In: Zeitschrift zum Innovations- und Technikrecht, 2013, S. 71–77